# Người buôn lương thực thực phẩm
Theo truyền thống, người buôn lương thực thực phẩm là người cung cấp thực phẩm, đồ uống và các loại lương thực khác cho thủy thủ đoàn trên biển.
Có một số cách sử dụng cụ thể khác của thuật ngữ này, chẳng hạn như:
- Nhà cung cấp thực phẩm chính thức cho Hải quân Hoàng gia Anh vào thế kỷ 18 và 19 là Ban tiếp tế. Nhà cung cấp thực phẩm là một tàu cung cấp vào thời điểm đó.
- Một thuật ngữ thay thế cho một người bán hàng căng tin (quân sự), một người bán lương thực cho quân đội.
- Một người cung cấp được cấp phép, một tên chính thức cho chủ nhà của một nhà công cộng hoặc cơ sở được cấp phép tương tự.
- Ở Ireland, người buôn lương thực thực phẩm là một thuật ngữ chỉ một người bán thịt.